# Santenay (Costa d'Or)
Santenay és un municipi francès, situat al departament de la Costa d'Or i a la regió de Borgonya - Franc Comtat. L'any 2007 tenia 839 habitants.

## Demografia

### Població
El 2007 la població de fet de Santenay era de 839 persones. Hi havia 324 famílies, de les quals 112 eren unipersonals (48 homes vivint sols i 64 dones vivint soles), 100 parelles sense fills, 88 parelles amb fills i 24 famílies monoparentals amb fills.
La població ha evolucionat segons el següent gràfic:
Habitants censats

### Habitatges
El 2007 hi havia 492 habitatges, 322 eren l'habitatge principal de la família, 57 eren segones residències i 113 estaven desocupats. 436 eren cases i 54 eren apartaments. Dels 322 habitatges principals, 218 estaven ocupats pels seus propietaris, 83 estaven llogats i ocupats pels llogaters i 21 estaven cedits a títol gratuït; 13 tenien una cambra, 15 en tenien dues, 54 en tenien tres, 84 en tenien quatre i 156 en tenien cinc o més. 196 habitatges disposaven pel capbaix d'una plaça de pàrquing. A 159 habitatges hi havia un automòbil i a 129 n'hi havia dos o més.

### Piràmide de població
La piràmide de població per edats i sexe el 2009 era:
| Homes | Edats   | Dones |
| ----- | ------- | ----- |
| 0     | 95 o +  | 8     |
| 4     | 90 a 94 | 32    |
| 8     | 85 a 89 | 32    |
| 4     | 80 a 84 | 20    |
| 28    | 75 a 79 | 36    |
| 20    | 70 a 74 | 24    |
| 20    | 65 a 69 | 40    |
| 32    | 60 a 64 | 24    |
| 16    | 55 a 59 | 24    |
| 12    | 50 a 54 | 20    |
| 32    | 45 a 49 | 24    |
| 44    | 40 a 44 | 40    |
| 36    | 35 a 39 | 32    |
| 28    | 30 a 34 | 28    |
| 24    | 25 a 29 | 12    |
| 16    | 20 a 24 | 8     |
| 40    | 15 a 19 | 32    |
| 48    | 10 a 14 | 24    |
| 12    | 5 a 9   | 20    |
| 24    | 0 a 4   | 12    |

## Economia
El 2007 la població en edat de treballar era de 450 persones, 343 eren actives i 107 eren inactives. De les 343 persones actives 326 estaven ocupades (180 homes i 146 dones) i 17 estaven aturades (6 homes i 11 dones). De les 107 persones inactives 40 estaven jubilades, 33 estaven estudiant i 34 estaven classificades com a «altres inactius».

### Ingressos
El 2009 a Santenay hi havia 330 unitats fiscals que integraven 742 persones, la mediana anual d'ingressos fiscals per persona era de 19.777 €.

### Activitats econòmiques
Dels 69 establiments que hi havia el 2007, 1 era d'una empresa alimentària, 1 d'una empresa de fabricació d'altres productes industrials, 6 d'empreses de construcció, 28 d'empreses de comerç i reparació d'automòbils, 3 d'empreses de transport, 7 d'empreses d'hostatgeria i restauració, 2 d'empreses d'informació i comunicació, 2 d'empreses financeres, 6 d'empreses immobiliàries, 5 d'empreses de serveis, 5 d'entitats de l'administració pública i 3 d'empreses classificades com a «altres activitats de serveis».
Dels 13 establiments de servei als particulars que hi havia el 2009, 1 era una oficina de correu, 2 oficines bancàries, 1 taller de reparació d'automòbils i de material agrícola, 1 guixaire pintor, 3 fusteries, 1 lampisteria, 1 perruqueria, 2 restaurants i 1 agència immobiliària.
Dels 3 establiments comercials que hi havia el 2009, 1 era una botiga de més de 120 m², 1 una botiga de menys de 120 m² i 1 una fleca.
L'any 2000 a Santenay hi havia 43 explotacions agrícoles que ocupaven un total de 481 hectàrees.

## Equipaments sanitaris i escolars
L'únic equipament sanitari que hi havia el 2009 era una farmàcia.
El 2009 hi havia 1 escola maternal i 1 escola elemental.

## Poblacions més properes
El següent diagrama mostra les poblacions més properes.